# BB 9200
,,,

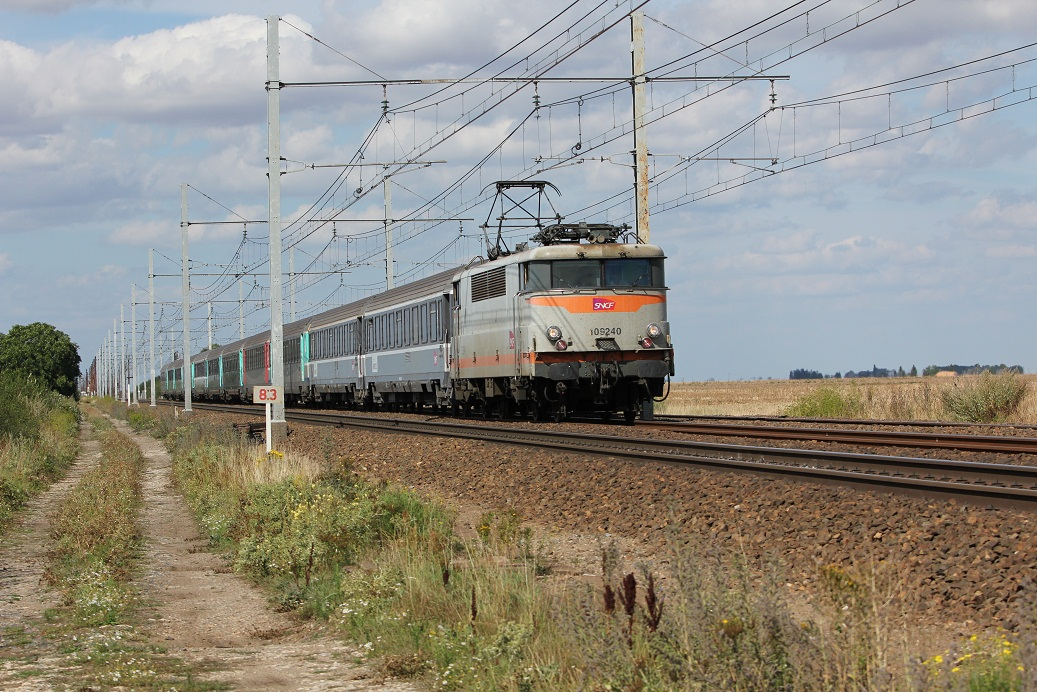
Passage de la BB 9240 tractant un train à destination d'Orléans au PK 83 de la ligne de Paris-Austerlitz à Bordeaux-Saint-Jean.

Les BB 9200 forment une série de locomotives électriques françaises fonctionnant sous courant continu 1 500 V construites en 92 exemplaires par les sociétés Creusot-Loire, Jeumont-Schneider et CEM et livrées à la SNCF du 24 mai 1957 au 1er juin 1964.
Elles résultent de la volonté de la SNCF de disposer de locomotives de type « BB » (soit quatre essieux moteurs répartis en deux bogies), plus légères que les « 2D2 » et « CC », tout en gardant une puissance assez élevée (3 850 kW). Les BB 9200 sont l'aboutissement des études menées avec les BB 9001-9002 et BB 9003-9004.
Elles reprennent notamment la structure des BB 9003 et 9004 et leurs bogies conçus par André Jacquemin, d'où le surnom de la série BB Jacquemin, tandis que les moteurs sont repris de ceux d'origine suisse des BB 9001 et 9002.
Directement dérivées des BB 9200, on trouve la grande famille des BB MTE, les BB 9300, BB 16000, BB 25100, BB 25150 et BB 25200, ainsi que les quatre prototypes bi-fréquence BB 30000 devenues BB 20100. 

## Services effectués
Cette série de locomotives a commencé sa prestigieuse carrière à la traction des grands trains de voyageurs des régions sud-est au départ de la gare de Paris-Lyon vers Lyon puis Marseille et sud-ouest au départ de la gare de Paris-Austerlitz vers Toulouse et Bordeaux. Elles ont ainsi remorqué des trains de grand renom tels que le Mistral, le Train Bleu, le Simplon-Orient- Express, le Rome-Express. La plus grande réussite restera la mise en service du premier train roulant à 200 km/h en service commercial à partir de 1967, Le Capitole, entre Paris et Toulouse.
Les BB 9200 ont rapidement essaimé dans le sud-est et le sud-ouest jusqu'au pied des Pyrénées, aux Alpes  et de la Méditerranée à l'Atlantique. 
Dans les années 1968/70, un complément de commande sous la forme des BB 9301 à 40, version mise à jour des 9200, est venu en renfort, prenant néanmoins leur place sur les trains les plus en vue comme le Mistral.
Apparues deux ans plus tard, les CC 6500, plus puissantes et plus véloces, les ont remplacées sur les Capitole, l'Étendard et autres trains difficiles. Les services marchandises et les dessertes plus fines du sud-ouest et du sud-est leur ont permis de maintenir une activité soutenue.
L'arrivée des BB 7200 puis du TGV leur enlève une grande partie des trains rapides et les fait affecter plutôt aux marchandises et aux TER.
Plusieurs machines ont été transformées en 1992/93 pour la traction de rames V2N réversibles entre Paris et Dijon , renumérotées dans la série BB 9701 à 9704 et réformées en 2006/7.
À la suite du retrait des machines de l'activité Fret (à cause de leur âge et de la contraction du trafic) en 2003/2004, 48 de ces machines sont toujours en service début 2006, et seulement 29 un an plus tard, à savoir celles affectées à l'activité TER (Bourgogne et Centre). Quinze machines seulement restent alors en circulation entre la Région Île-de-France et la Région Centre, elles finissent leur carrière voyageurs en décembre 2010. 
Trois machines sont toujours conservées aux inventaires, mais ne sont plus en état de fonctionnement autonome. Elles sont occasionnellement utilisées durant les périodes hivernales pour racler les accumulations de givre néfastes sur les caténaires 1 500 V, équipées pour ce faire d'archets de pantographes spécifiques en acier, et remorquées par des engins thermiques.

## Les BB 9200 Capitole
Les six BB 9200 Capitole étaient les premières locomotives de la SNCF à grande vitesse (supérieure à 160 km/h) pour le service régulier des trains de voyageurs.

## Machines particulières
- BB 9291 et 9292 (voir BB 9200 Capitole) : livrées de construction en 1963/64 avec équipement pour essais à grande vitesse (250 km/h), elles ont une puissance supérieure à celle du reste de la série avec 4 240 kW. À la fin des essais, elles ont été retenues pour la traction du Capitole (livrée rouge, préannonce, pantographes unijambistes...)
- BB 9278, 9281, 9282 et 9288 : machines également modifiées pour le Capitole, mais vitesse limitée à 200 km/h
- BB 9280, 9281, 9282, 9288, 9291 et 9292 : machines ex-Capitole (sauf 9280) transformées pour la réversibilité, repeintes en livrée Corail et rééquipées de pantographes type G classiques
- BB 9231 et BB 9288 : livrée « Arzens » à base de vert et de gris foncé respectivement,
- BB 9237 impliquée dans l'accident d'Argenton-sur-Creuse le 31 août 1985, elle a été réparée et repeinte en livrée béton.
- BB 9240 et 9275 : essais de mesure précise de la vitesse par un radôme Doppler en face avant[5]
- BB 9249 : détruite lors d'une collision sur un passage à niveau à Andancette en 1966[6]
- BB 9252 : machine ayant participé en 1971 aux essais de hacheurs de courant avec la CC 20002 démotorisée
- BB 9257, 9258, 9270, 9272, 9274, 9275 et 9279 : machines ayant dépassé le cap des 10 millions de kilomètres. (Plus de 12 millions pour la BB 9274, record mondial non officiel)
- BB 9271, 9281, 9285 et 9286 : transformées en 1992 en BB 9700 avec équipement de réversibilité pour la traction (et pousse) des rames V2N, sur la ligne TER Bourgogne Paris - Laroche-Migennes - Dijon[7]. Elles ont été remplacées en 2007 par des BB 7200 équipées pour la réversibilité.

## Lignes desservies
- Paris-Lyon - Dijon - Lyon - Valence - Avignon - Marseille
- Paris - Dijon - Genève
- Paris - Dijon - Chambéry
- Paris-Austerlitz - Saint-Pierre-des-Corps - Poitiers - Angoulême - Bordeaux
- Paris-Austerlitz - Les Aubrais - Vierzon - Limoges - Brive-la-Gaillarde - Cahors - Montauban - Toulouse
- Paris-Montparnasse - Chartres - Le Mans
- Bordeaux - Montauban - Toulouse
- Bordeaux - Irun
- Bordeaux - Tarbes
- Narbonne - Cerbère
- Orléans - Châteauroux
- Toulouse - Marseille
- Toulouse - Tarbes - Hendaye

(liste non exhaustive)

## Dépôts titulaires
dans l'ordre d'affectation :
- Paris-Lyon (Charolais)
- Lyon-Mouche
- Portes-lès-Valence
- Paris-Sud-Ouest
- Avignon
- Villeneuve (Saint-Georges)

- Bordeaux
- Tours-Saint-Pierre

## Liste des livrées
Au cours de leur carrière, les BB 9200 ont porté au moins onze livrées : 
- Elles sont sorties d’usine en vert bleuté clair avec enjoliveurs en aluminium. Ces enjoliveurs seront retirés par la suite à cause de la corrosion due au contact aluminium/acier. Dans la première moitié des années 1970, les jupes frontales sous la ligne des tampons sont progressivement supprimées pour des raisons de corrosion.
- Elles sont progressivement repeintes en livrée "Oullins" en vert plus foncé avec bande blanc cassé sur les flancs et marquages peints (disparition des marquages et ornements en relief) ce qui les rapproche des BB 9300. Les vitres arrondies donnant sur le compartiment moteur disparaîtront progressivement mais quelques-unes en étaient encore équipées lors de leur adoption de la livrée "Béton".
- En 1967, six locomotives sont peintes en rouge vif et bandeau gris clair (Dauphin), livrée dite « Capitole » pour le train rapide Paris-Toulouse, formant une ligne ininterrompue avec les voitures assorties. Elle ne durera que trois ans.
- L’arrivée des rames Corail réversibles incite la SNCF à repeindre des locomotives assorties, mais cette livrée Corail gris clair, gris foncé et bande  orange restera limitée aux quelques exemplaires affectés à cette activité[8].
- Deux machines reçoivent la livrée Arzens, l’une étant gris béton et vert foncé et l’autre gris béton et gris foncé[9]
- Au cours des années 1980, le passage en révision s'accompagne d'une peinture systématique en gris béton à bande orange en bas de caisse.
- les 4 BB 9701 à 4 affectées aux rames V2N reprennent un schéma blanc cassé, gris foncé et  bande orange différent du schéma Corail et appliqué aussi sur les BB 16100.
- La livrée multiservice est apparue au milieu des années 1990, en parallèle avec les voitures corail en livrée Corail plus. Les deux variantes de gris foncé  et plus clair  sont mises en œuvre. Destinée à être généralisée, cette livrée cessera d'être appliquée avec la répartition par activités qui motive la création des livrées « Fret » et En voyage.
- treize ont pris la livrée « Fret » vert jade, blanc, gris métallisé et gris foncé.
- quatre sont repeintes en livrée « En voyage », bleu lavande, améthyste et gris métallisé, avec pelliculage sur tout le châssis de caisse.

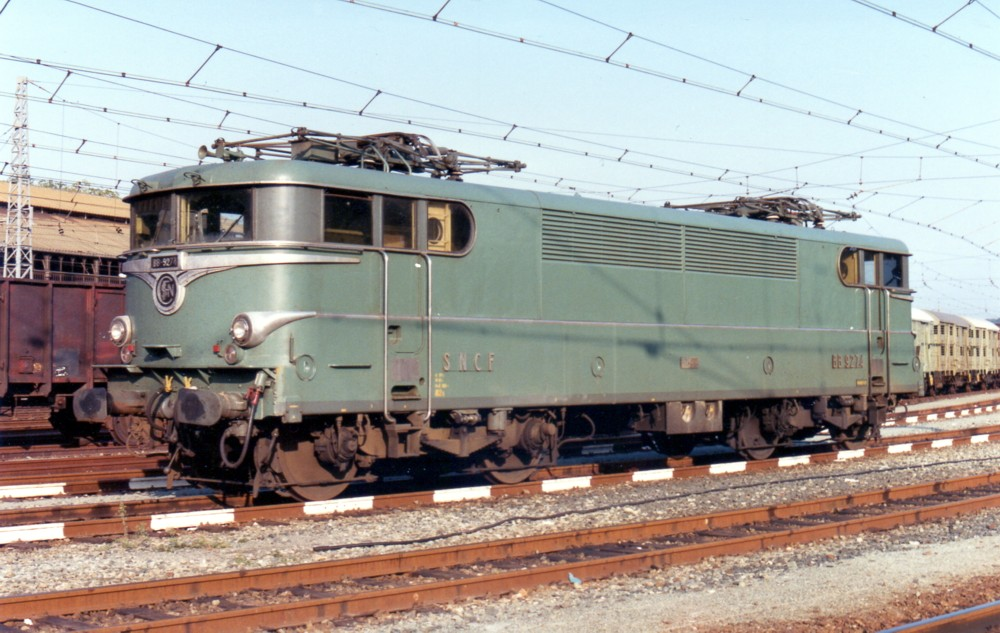
Livrée originelle après suppression des jupes.
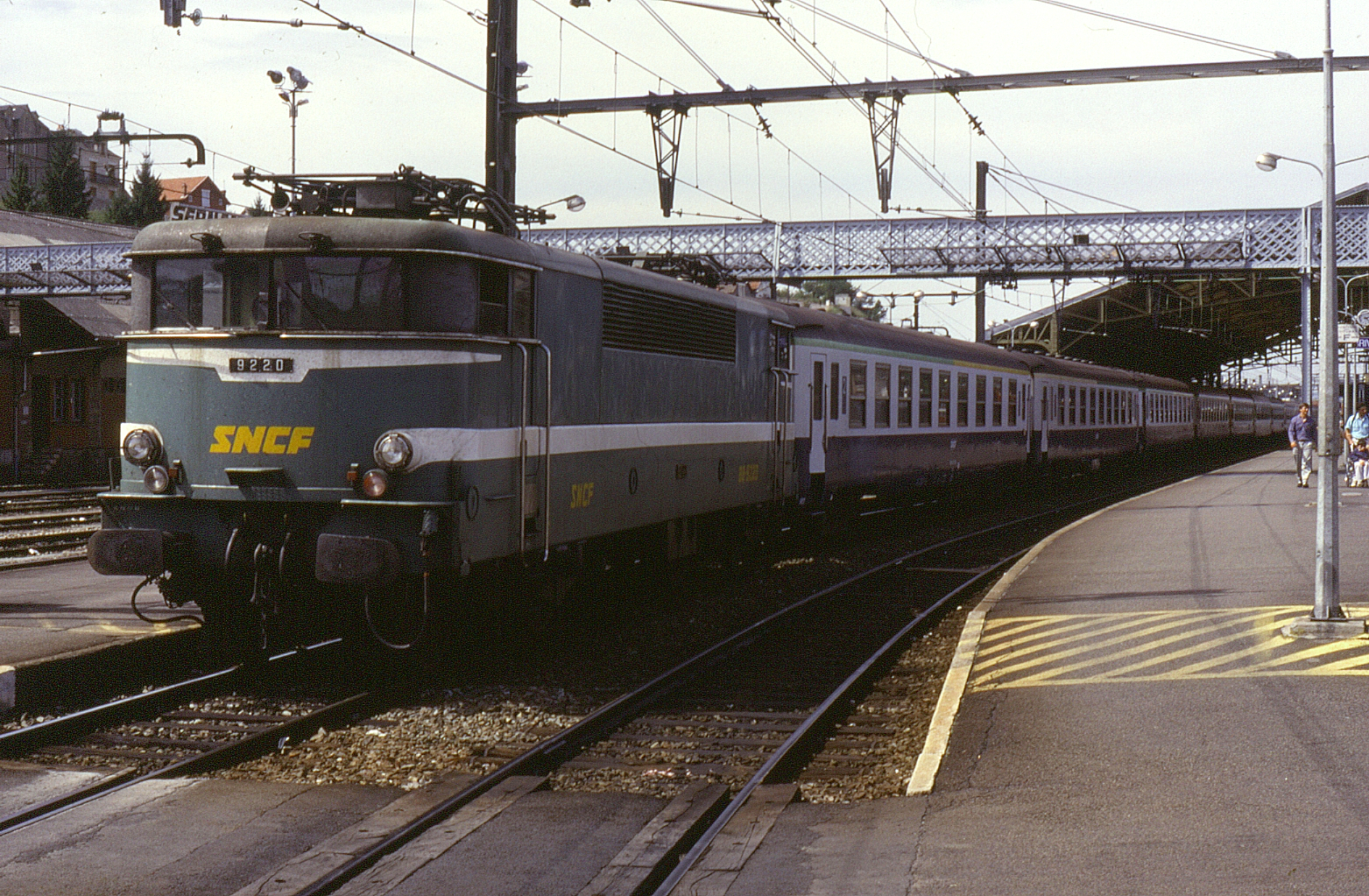
Oullins.
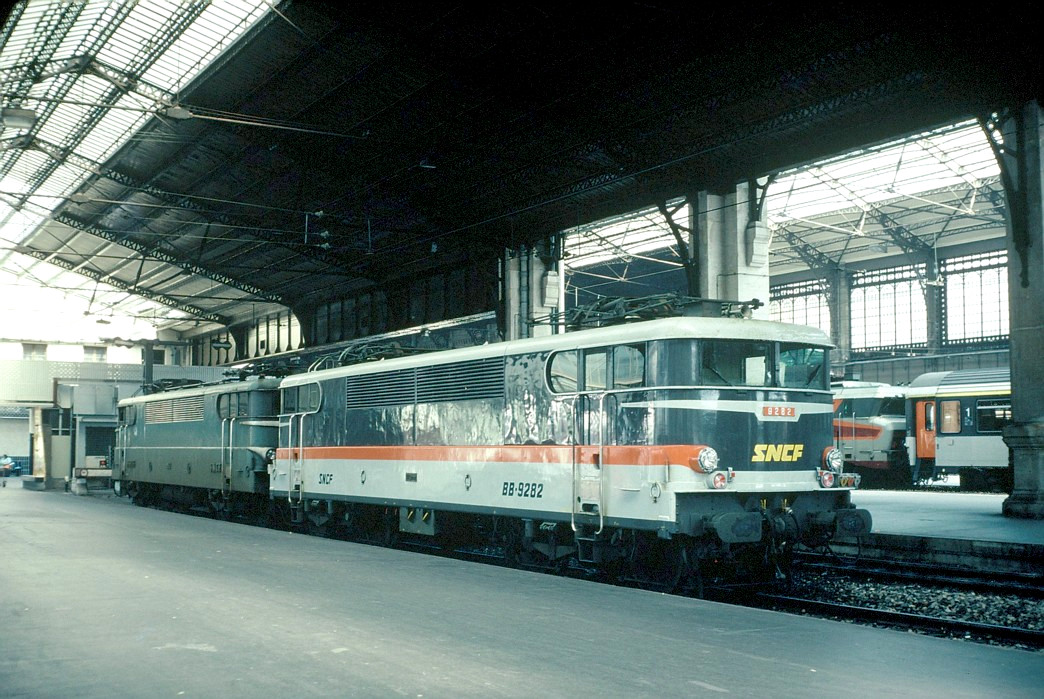
Corail.
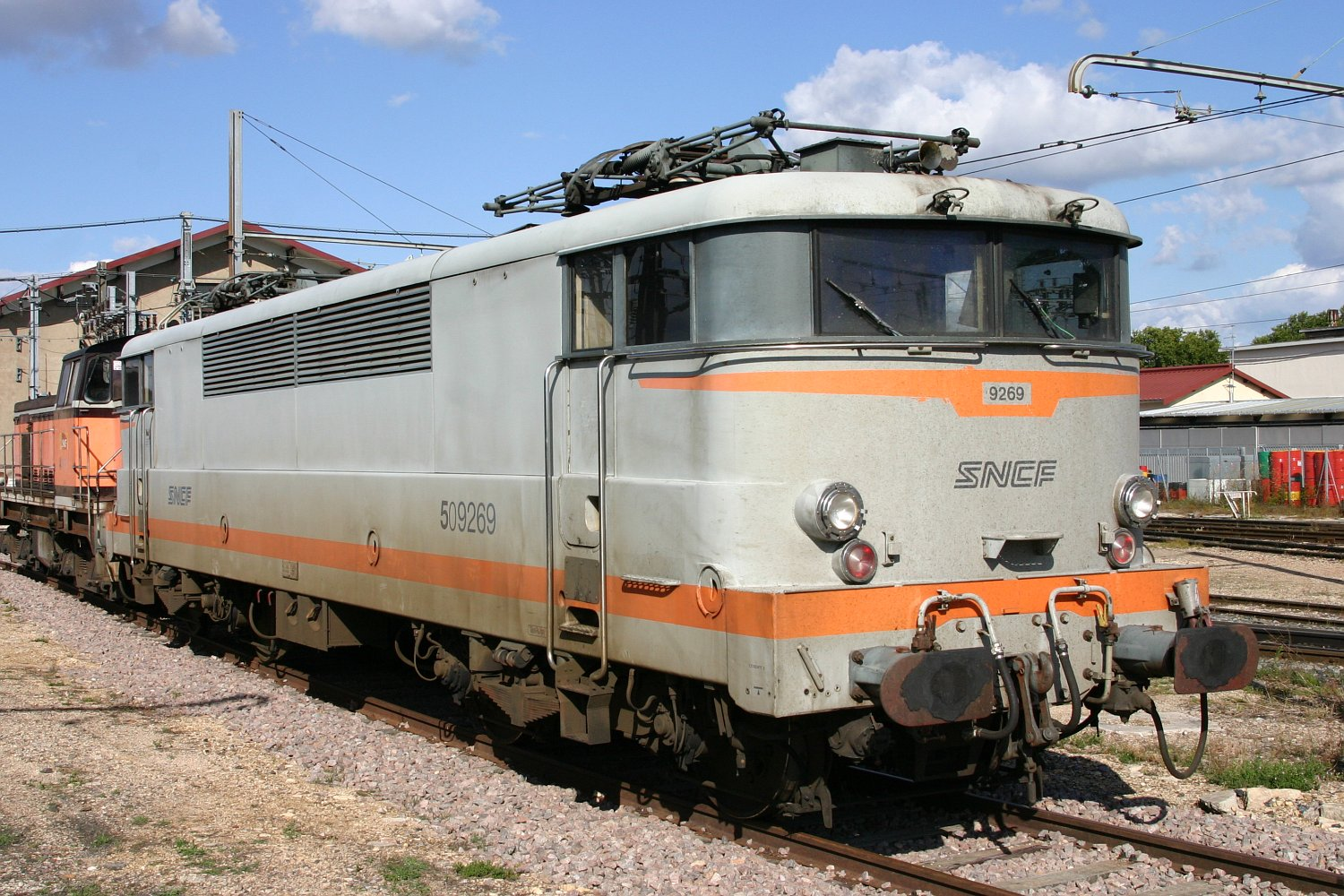
Béton.
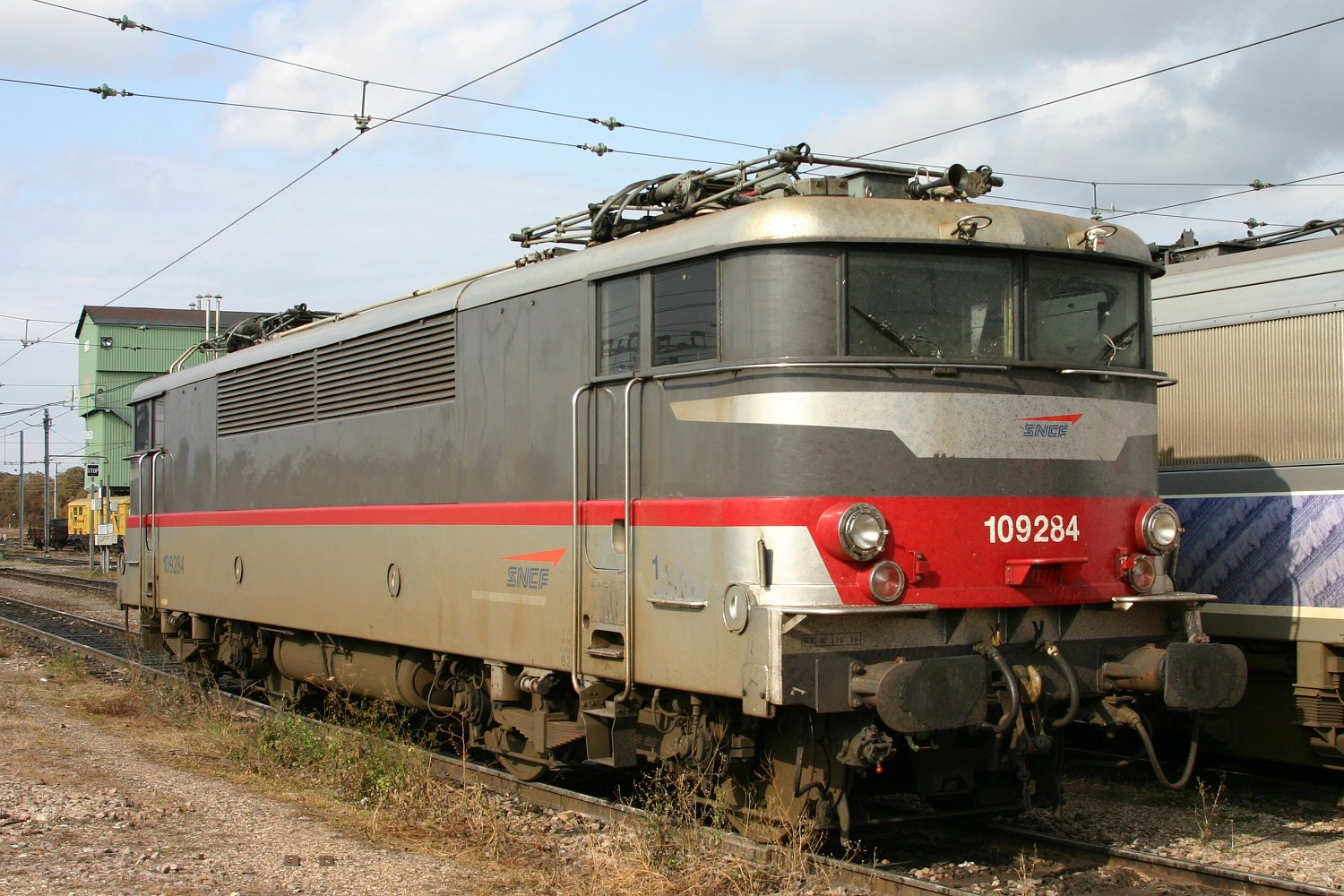
Multiservice gris foncé.
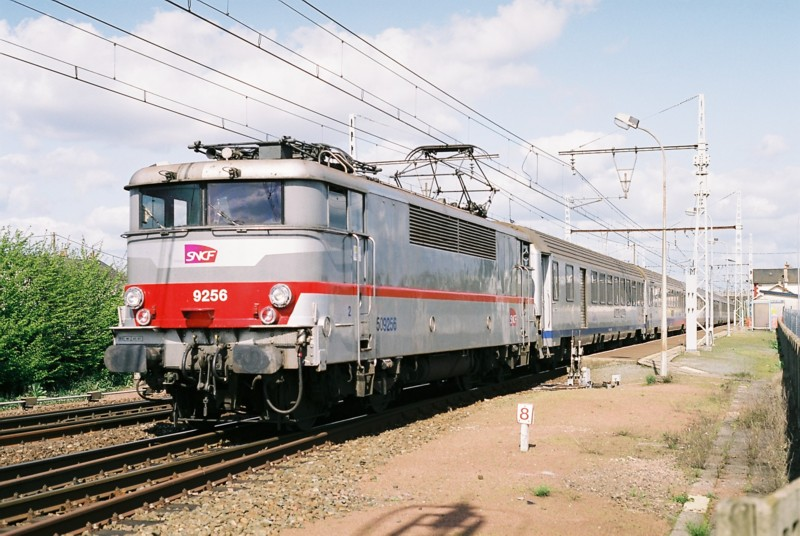
Multiservice gris clair.
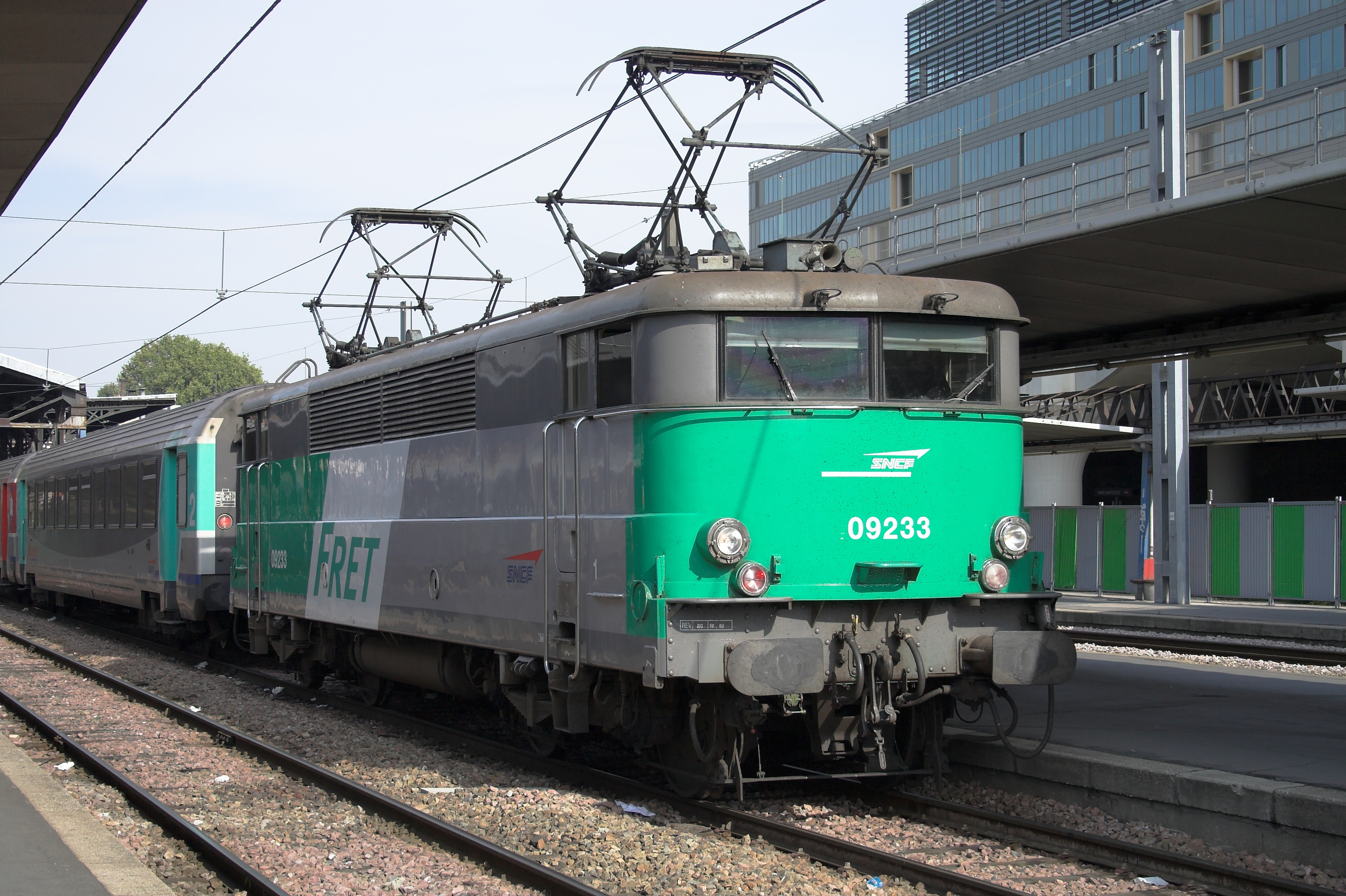
Fret.
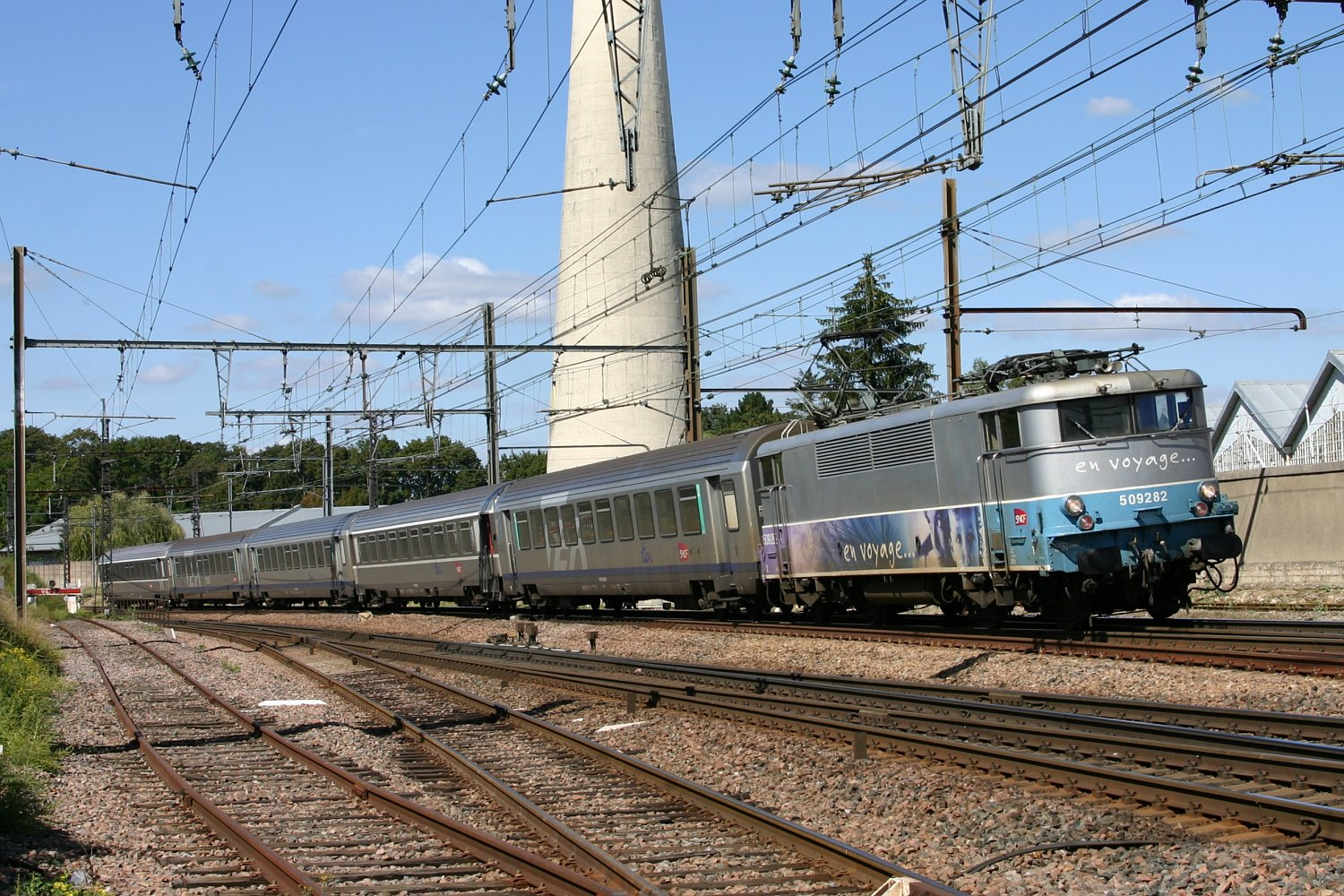
« En voyage ».

## Machines conservées au 25/01/2024
- BB 9256 : Préservée par A.P.P.F
- BB 9269 : Préservée par l'Association pour la Préservation du Matériel Ferroviaire Savoyard (APMFS)
- BB 9284 (avec plaques de la BB 9292) : Confiée sous convention par la SNCF à l'Association pour la Préservation du Matériel Ferroviaire Savoyard (APMFS) de Chambéry.
- BB 9291 : Préservée par la Cité du Train (Musée de Mulhouse)

## Dans la culture monétaire

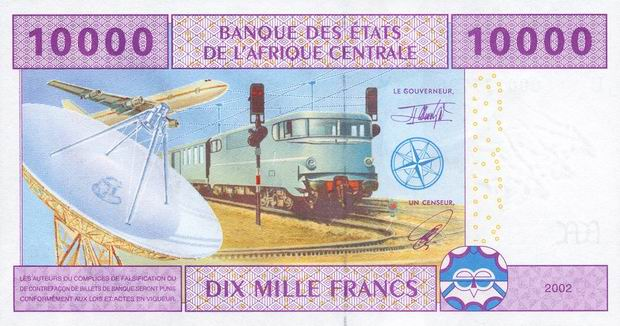
BB 9200 utilisée dans la publication du billet de 10000 FCFA de la CEMAC.

Le dessin d'une BB 9200 en livrée d'origine a figuré au verso des billets de 10000 FCFA, de la CEMAC pour mettre en valeur le progrès technique.

## Modélisme
- Cette série de locomotives a été reproduite en HO par les firmes : Jouef, Hornby-AcHO, Märklin, Mougel, Lematec, Lima, PMP, Roco, SMCF, VB et REE Modèles.
- La BB 9201 a été reproduite en TT par la firme Rokal.
- La BB 9291 a été reproduite en N par la firme Arnold (réf. 2481).